# Le Pas-Saint-l'Homer
Le Pas-Saint-l'Homer är en kommun i departementet Orne i regionen Normandie i nordvästra Frankrike. Kommunen ligger i kantonen Longny-au-Perche som tillhör arrondissementet Mortagne-au-Perche. År 2022 hade Le Pas-Saint-l'Homer 128 invånare.

## Befolkningsutveckling
Antalet invånare i kommunen Le Pas-Saint-l'Homer
| Referens: INSEE |